# 蒙大拿 (阿肯色州)
蒙大拿（英語：Montana）是位於美國阿肯色州約翰遜縣的一個非建制地區。該地的面積和人口皆未知。

## 地理
蒙大拿的座標為35°25′30″N 93°32′42″W / 35.42500°N 93.54500°W，而該地的平均海拔高度為米（即英尺）。